# Cucullia biradiata
Cucullia biradiata är en fjärilsart som beskrevs av Koshantschikov 1925. Cucullia biradiata ingår i släktet Cucullia och familjen nattflyn. Inga underarter finns listade i Catalogue of Life.